# إنزو تروسيرو
روبن اينزو هيكتور تروسيرو (بالإسبانية: Enzo Trossero)‏ مدرب أرجنتيني ولاعب كرة قدم دولي سابق ولد في 23 مايو 1953،.

## مسيرة هيكتور إنزو كلاعب
بدأ هيكتور حياته كلاعب في الثامنة عشر من عمره عندما إنضم لنادي أرجنتيني من الدرجة الرابعة حالياً يدعى سبورتف بليقرانو لمدة عامين قبل أن يترك الفريق موسم 1972.
انتقل هيكتور بعدها لفريق كولون دي سانتا في نفس المقاطعة ولكن يلعب في الدرجة الثانية ذلك الحين والدرجة الأولى منذ عام 1995 حتى الآن. لعب هيكتور للفريق لمدة ثلاث مواسم شارك في 101 مباراة وسجل ثلاثة أهداف.
في موسم 1975 وبعد ثلاث مواسم في الدرجة الثانية ينتقل هيكتور لنادي إنديبندينتي الأرجنتيني في الدرجة الأولى والشهير باسم الشياطين الحمر نسبه لشعار فريقهم. ويعد هذا الانتقال بالخطوة الأبرز في مسيرة هيكتور، فصقلت موهبته في أول خمس مواسم من 1975 إلى 1980 قبل أن تتم إعارته لنادي نانت الفرنسي الذي حقق معهم نجاح كبير وساهم في ترميم الدفاع الفرنسي لمدة عام واحد. بعد تجربته في فرنسا عاد في عام 1981 أكثر تألقاً وساهم مع فريقه في تحقيق الدوري الأرجنتيني ثلاث مرات وكأس الاتحاد وكأس الأنتركونتينينتال الأرجنتيني. نظير هذا التألق تم استدعاء هيكتور لتشكيلة المنتخب الأرجنتيني المشاركة في كأس العالم بإسبانيا عام 1982 ولكنه لم يشارك في أي مباراة.
خدم هيكتور تروسيرو نادي إنديبندينتي الأرجنتيني لإحدى عشر عاماً و308 مباراة وقيادته للفريق. سجل خلال مسيرته مع الفريق 55 هدفاً بمعدل خمسة أهداف كل موسم رغم لعبه في خط الدفاع.
صنف نادي إنديبندينتي هيكتور من أساطير الفريق في خط الدفاع في التسعينات الميلاديه وأحد أفضل اللاعبين الذين مروا على الفريق. انتقل هيكتور لفريق استوديانتس الأرجنتيني لنشر كرة القدم في مقاطعته لمدة موسم واحد قبل أن يعتزل اللعب نهائيا عام 1989.

## مسيرته كمدرب
بدأ المدرب هيكتور مسيرته التدريبيه حين تم تعيينه مدرب مساعد للمنتخبات السنية الأرجنتينيه. فقام بعمله كمساعد مدرب لمنتخب الأرجنتين تحت 20 سنه وتحت 16 سنه لمدة ثلاث مواسم منذ اعتزاله اللعب حتى عام 1990. وأختتم علاقته كمساعد مدرب مع المنتخب الأرجنتيني الأول في نهائيات كأس العالم 1990 في إيطاليا.
بعدها انتقل هيكتور إلى سويسرا لتدريب نادي سيون السويسري، الجدير بالذكر أن انتقال هيكتور لتدريب سيون عام 1990 إلى 1992 صادف انتقال كالديرون لنفس الفريق كلاعب منتقلا من باريس سان جرمان الفرنسي لمدة موسمين أيضاً حققوا معا الدوري السويسري. تنقل بعدها لعدة أنديه أرجنتينيه قبل أن يستعين به الاتحاد السويسري لتدريب المنتخب الأول في عام 2000-2001.
انتقل هيكتور لنادي مونسبيل الجواتيمالي لمدة خمس مواسم حقق معهم رقم قياسي في تحقيق الدوري لمدة خمس مواسم متتالية، لاثم انتقل بعدها إلى نادي الشباب السعودي لمدة موسمين حقق معهم كأس خادم الحرمين للابطال مرتين والكأس والتأهل للنهائيات الآسيوية.
بعد موسم 2009 عاد هيكتور للأرجنتين لتدريب نادي قودي كروز الأرجنتيني الذي عاد للدرجه الممتازه بعد موسمين قضاها في الدرجة الأولى عند هبوطه في موسم 2007.
وفي عام 2009- 2010 انتقل لتدريب فريق الاتحاد السعودي وحقق معه كأس خادم الحرمين للابطال.

## وصلات خارجية
- إنزو تروسيرو على موقع الاتحاد الدولي (مؤرشف)  (الإنجليزية)
- إنزو تروسيرو على موقع الاتحاد الأوربي (الإنجليزية)
- إنزو تروسيرو على موقع قاعدة بيانات كرة القدم.إي يو (الإنجليزية)
- إنزو تروسيرو على موقع ناشيونال فوتبول تيمز (الإنجليزية)
- إنزو تروسيرو على موقع عالم كرة القدم.نت (الإنجليزية)

منتدى رابطة جمهور الأهلي السعودي عبر الانترنت